# 1-я Словенская пролетарская ударная бригада
1-я Словенская пролетарская народно-освободительная ударная бригада «Тоне Томшич» (сербохорв. Прва словеначка пролетерска народноослободилачка ударна бригада «Тоне Томшич» / Prva slovenačka proleterska narodnooslobodilačka udarna brigada «Tone Tomšič», словен. 1. slovenska narodnoosvobodilna udarna brigada «Tone Tomšič») — словенское тактическое воинское формирование Народно-освободительной армии Югославии. В составе 4-го батальона бригады действовала «русская» рота.

## История

### Структура
Сформирована 16 июля 1942 в Амбрусе на основе Пролетарского батальона имени Тоне Томшича и солдат из 3-й и 5-й группы партизанских отрядов Словении. В день образования насчитывала 400 человек, с сентября 1942 года включала в себя и 1-й батальон Белокраньского партизанского отряда. Состояла в 14-й дивизии с июля 1943 года.

### Боевой путь

#### 1942
В августе 1942 бригада участвовала в Рошском наступлении, ведя кровопролитные бои против итальянских войск: она осаждала в ночь с 9 на 10 августа крепость в деревне Ратежа на дороге Ново-Место — Шентерней и Ново-Место (крепость белогвардейцев) в ночь с 13 на 14 августа. Во второй половине августа она атаковала итальянские части, которые пытались окружить штабы словенского партизанского движения (в том числе штаб-квартиры ЦК Коммунистической партии Словении и исполкома Освободительного фронта Словении) на Кочевском роге. 18 и 19 сентября с 4-й Словенской ударной бригадой «Матия Губец» и 5-й Словенской ударной бригадой «Иван Цанкар» она разоружила белогвардейцев в Сухой Краине. В конце сентября действовала на Кочевском направлении, 2 октября 3-й батальон разбил итальянцев у Еленового-Жлеба, а затем вышел через Трвну-гору и гору Крим к линии Молник-Подлипоглав. 21 и 22 октября бригада осаждала позиции белогвардейцев в Бизовике, Добруне и Поле, недалеко от Любляны. В декабре 1942 года бригада вела бои около Айдовеца в Сухой Краине.

#### 1943
С января 1943 года 1-я Словенская бригада держала трассу Требне — Севница, с 5 по 6 января участвовала в разгроме белогвардейцев в Теменикской долине. До конца января вела бои против итальянцев и коллаборационистов у Свети-Рока, Горне-Брезова и Биче, вместе с 4-й Словенской ударной бригадой «Матия Губец», 5-й Словенской ударной бригадой «Иван Цанкар», 13-й Пролетарской ударной бригадой «Раде Кончар» и 4-й Кордунской ударной бригадой разбила итальянцев под Жумбераком в боях с 30 января по 2 февраля 1943 и в начале февраля 1943 года совершила диверсии на железной дороге Загреб — Карловац — Метлика.
C 18 по 20 февраля 1-я Словенская бригада вела бои против итальянцев и коллаборационистов у села Мокро-Поле (между Ново-Местом и Плетере), с 4 по 5 марта сражалась около Метлики, с 15 по 20 марта — в Сухой Краине, со 2 по 6 апреля у сёл Пиява-Горица, Зуряк и Роб. В апреле действовала у оснований гор Мокрец и Крим, осуществила диверсию на железной дороге Любляна — Гроспуле. В начале июня перешла в Теменикскую долину в немецкую оккупационную зону, где вела бои с немецкими патрулями на линии Яворье — Осредек с 4 по 5 июня, а после возвращения в Сухую Краину — с итальянцами на линии Добрич — Корита — Добрава.
В конце июня бригада переброшена в Белую Краину, с 13 июля 1943 состоит в составе 14-й Словенской дивизии. В конце июля — начале августа вела бои у Жужемберака, сёл Айдовец и Село-при-Шумберку, Бабна-Гора и Крушни-Врх, а также Требне. В Нотраньске 9 августа атаковала итальянцев у Церкницы, 18 августа — у Боровницы; 19 августа разгромила отряд белогвардейцев-коллаборационистов в Пиявой-Горице. 24 августа диверсанты бригады пустили под откос у Горичицы на дороге Любляна — Постояна немецкий поезд с двумя локомотивами и 22 вагонами, в которых были бронеавтомобили, танки и снаряжение.
После капитуляции Италии бригада занялась разоружением итальянских подразделений: 10 сентября ею был разоружён отряд «21 апреля» между Кочевьем и Рибницей. Благодаря перешедшим на сторону партизан итальянцам численность бригады выросла на 1500 человек, также это позволило сформировать ещё ряд бригад. К середине декабря от белогвардейцев была зачищена Рибницко — Великолакская долина, во второй половине месяца была разрушена железная дорога между Ракеком и Постойной.
В Ракеке оставался немецкий гарнизон, с которым партизаны завязали бои в октябре во время немецкого наступления. Также с немцами в бой вступали в Бркинях, на горе Голяк и в селе Гоманьце, у деревни Лескова-Долина, у основания Готенишского ледника и на Кочевском направлении. Во второй половине ноября в составе 14-й Словенской дивизии бригада атаковала опорный пункт словенских домобранцев в Нотраньске. С 22 по 23 ноября в Грахово и с 3 по 4 декабря в Велики-Лашчах были уничтожены крупные группировки домобранцев.

#### 1944
После разгрома немецких моторизованных колонн у Двора и Жужемберака 21 и 23—24 декабря соответственно бригада была реорганизована. Около 400 человек личного состава участвовали в походе на Штирию в январе—феврале 1944 года. Бригада понесла большие потери, но в Штирии взяла крепость Моравче 19—20 марта, отличилась у Радомле, Горни-Града и Новы-Штифты в апреле, а также у сёл Заводня и Шентвида 14 мая.
В июле, пополнив численный состав на 1200 человек, бригада продолжила свои действия. С 30 июля по 2 августа была вовлечена в бои против немцев у крепостей Шмартно-од-Паки и Летуш, подорвала мост через реку Савиню. В августе сражалась на Конишке-горе и в Похорье, в сентябре защищала Савиньскую долину, в октябре обороняла Похорье. Во второй половине октября вела бои против немцев на линии Камник — Нова-Штифта — Мозирье, а затем на линии Домжале — Благовица — Вранско. С середины ноября до конца 1944 года действовала в Похорье, на Мозирских горах и в Савиньской долине.

#### 1945
В 1945 году бригада действовала в Западной Штирии (Похорье, Савиньская долина, Засавье, Савинские Альпы), атакуя немецкие посты и транспортные колонны. В конце войны освободила всю Корушку (Словенскую Каринтию): в плен к партизанам попали многочисленные немецкие солдаты и коллаборационисты, пытавшиеся сбежать в Австрию.

## Бойцы бригады
В составе бригады ряд бойцов стали обладателями звания Народного героя Югославии. Это:
- Иван «Нанде» Кавчич
- Иван «Эфенка» Ковачич
- Мартин «Пилат» Котар
- Данила «Андрея» Кумар
- Альбина Мали-Хочевар
- Антон «Янко» Маринцель
- Стане «Даки» Семич[серб.]
- Винко «Гашпар» Симончич[серб.]
- Франц «Рок» Тавчар
- Иван «Жан» Хроват

Среди бойцов также отличался этнический немец из Кочевья Франц Миеде (словен. Franc Miede), который помогал Освободительному фронту Словении, а с лета 1942 года был в составе 1-й Словенской пролетарской ударной бригады и участвовал в походе 14-й дивизии в Штирию. Он прославился как один из лучших пулемётчиков дивизии. Франц Миеде погиб в 1945 году незадолго до окончания войны, получив ранение в руку, несовместимео с жизнью.

## Память

### Награды
Награждена орденами Национального освобождения, Партизанской Звезды (с золотым венком), братства и единства (с золотым венком) и Народного героя Югославии (указ от 21 июня 1974. 2 ноября 1951 получила почётное название «пролетарской» бригады, переименована позднее в 14-ю пролетарскую бригаду.

### Увековечивание в городах
- Памятный знак в честь бригады в Пугледе-при-Старем-Логу[3] и памятник в честь 14-й словенской дивизии и Томшичевой бригады в Сеново (посвящён бою в ночь с 9 на 10 февраля 1944)[4]
- В Любляне и Польчане названы улицы в честь бригады.

## Комментарии
1. ↑  В отчёте 1-й Словенской ударной бригады для штаба 14-й ударной дивизии от 27 апреля 1945 года о боевых действиях в районе Лемберга сообщается о нанесении  «русской» ротой 4-го батальона потерь противнику в ходе двух атак на немецкие позиции у села Рупе. Отмечен отличившийся боец «русской» роты Николай Бесхлебный[1].

### На сербском
- Војна енциклопедија (књига седма). Београд 1974. година
- «Народни хероји Југославије». Београд: Младост. 1975.

### На словенском
- Tomšičeva brigada. [1], Uvodni del, (1981) , 2. izpopolnjena izdaja. Odbor 1. SPUB Toneta Tomšiča, Ljubljana.
- Tomšičeva brigada. [2], 1942—1943, (1986), Založba Borec in Partizanska knjiga, Ljubljana.
- Tomšičeva brigada. [3], 1943, (1989), Naša Obramba in Republiška konferenca Zveze rezervnih vojaških starešin Slovenije, Ljubljana.
- Tomšičeva brigada. [4], 1944, (1995), Založba Obzorja Maribor.